# Дом Смышляева
Дом Смышля́ева — особняк в историческом центре Перми, памятник архитектуры. Название получил по фамилии владельцев здания в 1842—1864 гг. — купца Дмитрия Емельяновича Смышляева и его сына Дмитрия Дмитриевича Смышляева. Расположен по адресу: Петропавловская улица, д. 25.
В этом доме находится городская библиотека имени А. С. Пушкина и Пермская краевая детская библиотека имени Льва Ивановича Кузьмина. Считается, что именно этот дом изображён в романе «Доктор Живаго» Б. Л. Пастернака как «Юрятинская городская библиотека».

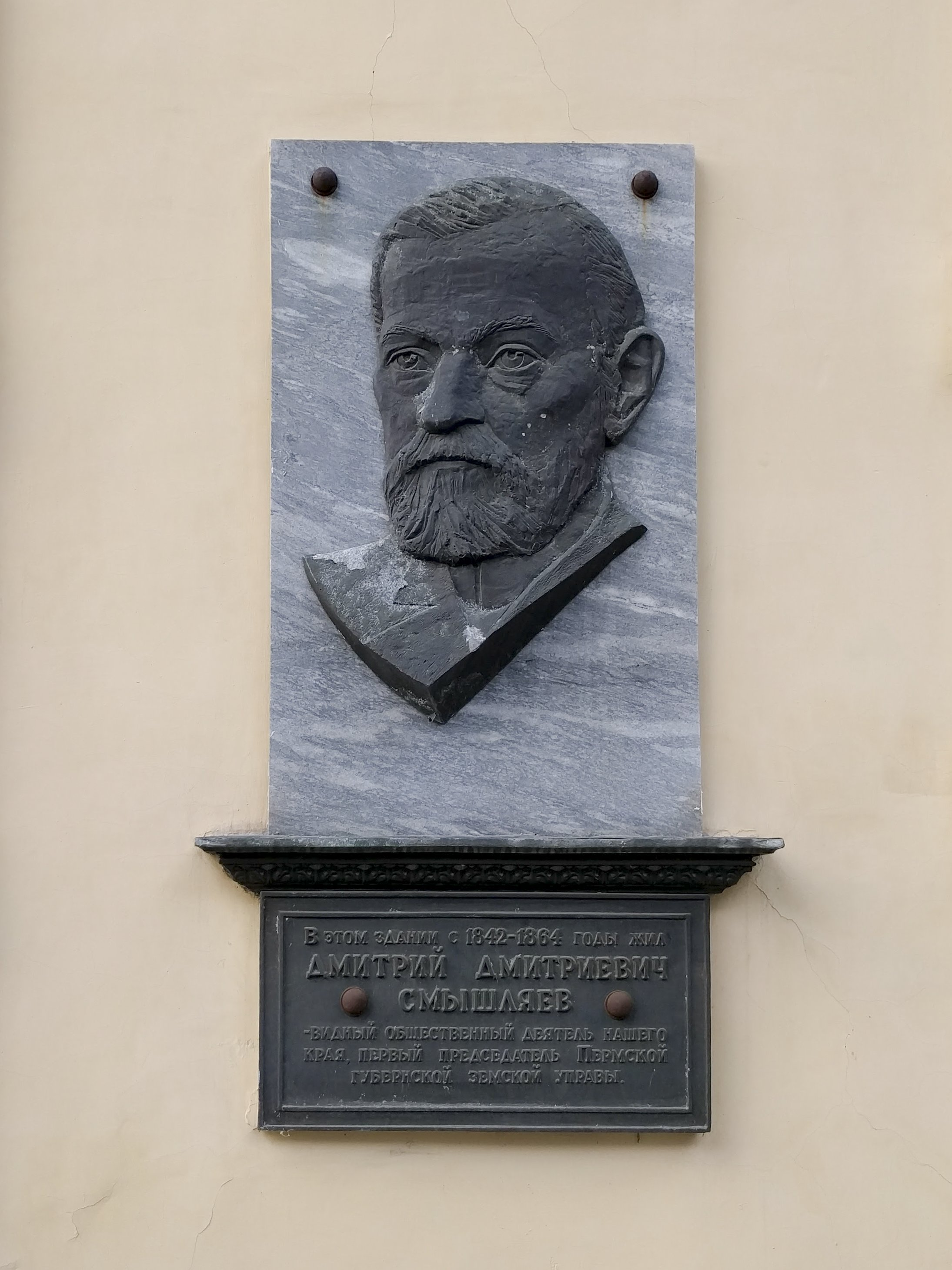
Мемориальная доска на южном фасаде

## История
Этот дом был построен в 1790-е годы. Его первым владельцем был Иван Романович Жмаев — купец и городской голова Перми, а предполагаемым архитектором — Пётр Тимофеевич Васильев. Первоначально здание было одноэтажным. После смерти Жмаева в 1807 году дом унаследовала его дочь, Мария Ивановна, жившая там с мужем — пермским губернским казначеем Дмитрием Васильевичем Дягилевым.

При доме Жмаева был прекрасный сад и большая оранжерея, расположенная во всю длину существующего по настоящее время брандмауэра. В оранжерее были прекрасные абрикосовые и персиковые деревья и виноградные кусты, дававшие обильные плоды. Оранжерею разделяла на две половины круглая, в виде башни с куполом, каменная двухэтажная беседка, на стенах которой были изображены ландшафты, на потолках резвящиеся нимфы и амуры. Все это сгорело в 1842 году.
— Смышляев Д. Д. Сборник статей о Пермской губернии. — Пермь, 1891. — С. 134—135.
В начале 1842 года Дмитрий Емельянович Смышляев купил этот дом у наследников Д. В. Дягилева. Но вскоре, во время пожара 14 сентября 1842 года, дом был полностью уничтожен. Смышляев восстановил дом на прежнем фундаменте, надстроив второй этаж. В 1857 году, после смерти Дмитрия Емельяновича, этот дом перешёл в собственность его сына Дмитрия Дмитриевича Смышляева.
В 1864 году Д. Д. Смышляев продал особняк Пермскому городскому обществу. В этом же году в здании открылись Купеческий клуб и отделение Марьинского общественного банка, здесь же разместилась Пермская городская дума.
В 1876 году помещения на втором этаже дома получила городская общественная библиотека, которая впоследствии расширялась, занимая в здании все новые помещения. В начале XX века, пермская библиотека была одной из лучших губернских библиотек России. В 1882—1885 гг. к зданию был сделан пристрой с парадным крыльцом и достроен с Петропавловской улицы третий этаж. С 1922 года уже все здание стало принадлежать областной публичной библиотеке.
После переезда в 1966 году библиотеки в новое здание, в этом доме открылись городская библиотека имени А. С. Пушкина и областная детская библиотека (с 2000 года — Пермская краевая детская библиотека имени Л. И. Кузьмина).
Считается, что именно этот дом изображён в романе «Доктор Живаго» Б. Л. Пастернака как «Юрятинская городская библиотека».

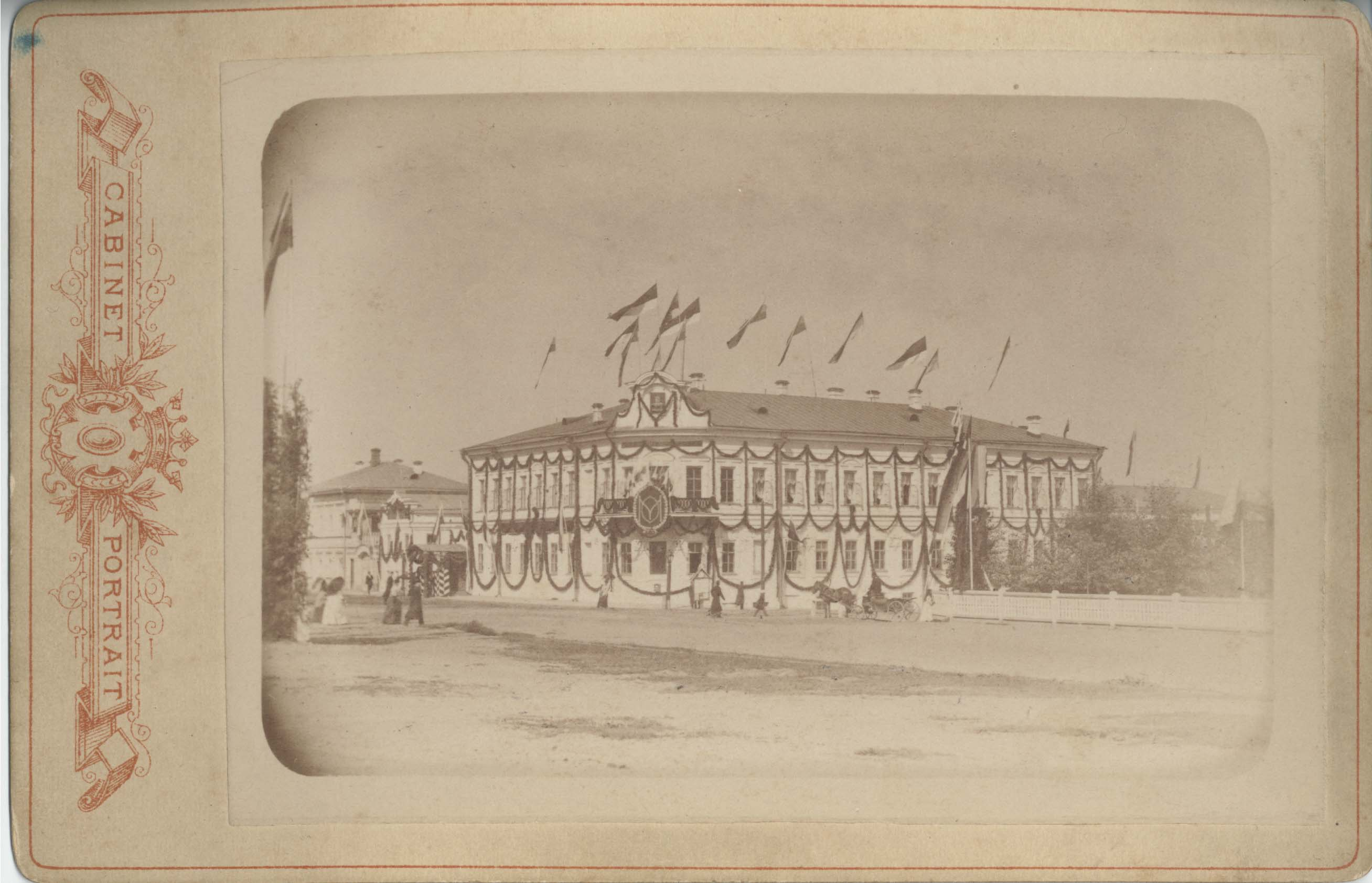
Дом Смышляева до реконструкции, конец XIX века
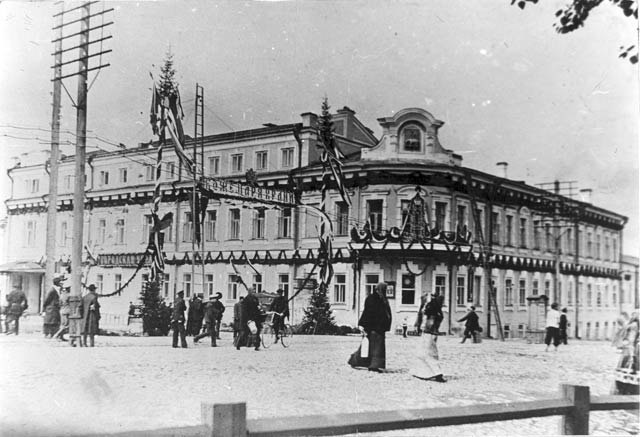
Дом Смышляева во время празднования 100-летия Бородинской битвы, 1912
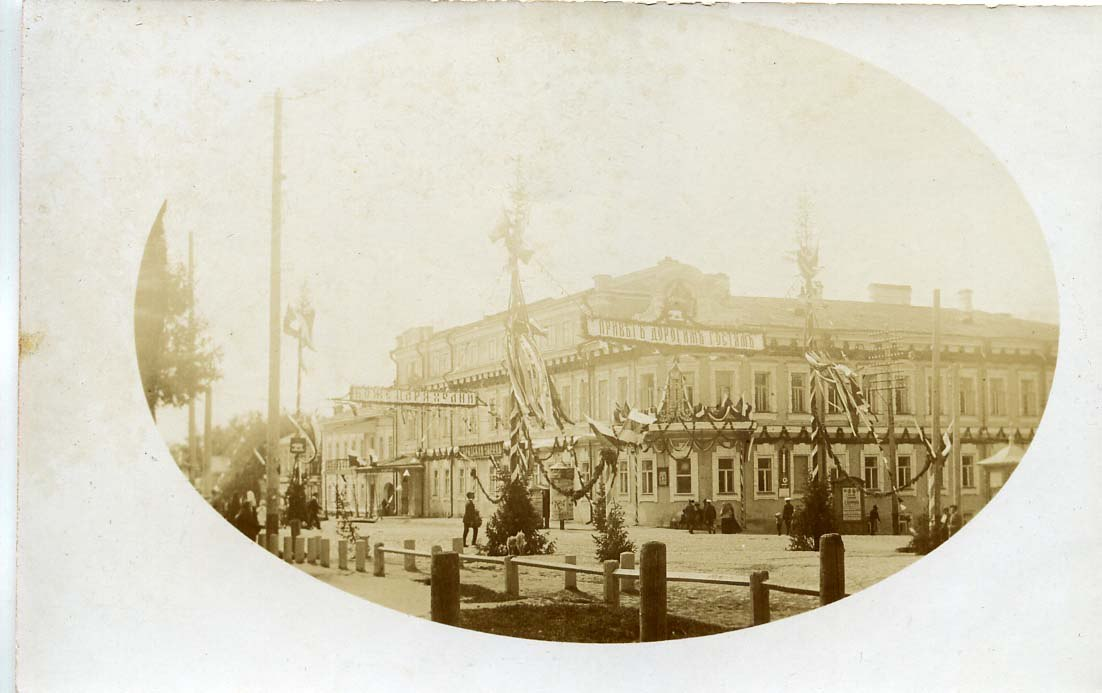
Дом Смышляева во время празднования 100-летия Бородинской битвы, 1912

## Наши дни
24 октября 2017 года, в честь 230-летия Пермской городской думы, в торжественной обстановке, был заново установлен герб города Перми на угловом фронтоне здания, утраченный в первые годы советской власти. Новый герб на здании исполнен в современном начертании.